# Petroleum Building
El  Petroleum Building es un edificio de 50 metros de altura y 10 pisos en 420 South Boulder en Tulsa, Oklahoma  (Estados Unidos). Fue construido en 1921, y es una estructura de acero y hormigón armado revestida de ladrillo color ante. Se le dio el nombre porque la mayoría de los primeros inquilinos estaban asociados con la industria del petróleo. Más tarde albergó a Mayo Brothers Furniture Company. Se identificó como una de las estructuras de apoyo durante la creación del Distrito Histórico de Oil Capital.
Su sencilla fachada es típica de los diseños anteriores al art déco utilizados en muchos edificios del centro de Tulsa.